# オズ (占い師)
オズは、日本の占い師、アーティスト(陶芸、油絵)、配信ライバー。

## 人物
北海道出身。
父、母、妹の4人家族の長女として産まれる。
｢いもてぃん｣という愛称の妹がおり、天然石アクセサリーの製作にも携わっている。
占い鑑定歴は2022年の時点で、14年。鑑定者数は述べ、4万人。

## 配信ライバーとしての活動
占術は主に透視、霊視をメインとしている。その精度の高さから占い希望者が後を絶たない。

海外を多く探訪しており、様々な視野でクライアントをサポートしている。

事務所、アトリエスタジオ、鑑定サロンは埼玉県川越市にある。

## 経歴
2020年12月頃からツイキャスにて配信開始。
配信当初はフライドチキンを食べる姿を見せるなど、視聴者を和ませるアットホームな雰囲気でスタート。(尚、現在も｢もぐオズタイム｣とファンの間で呼ばれている体力補充時間が存在している。主に食されるのはコンビニの新発売食品や宅配が多い。肉類、おにぎり、サラダ、スープ、サンドイッチ等。お菓子類も多々見られる。好き嫌いは特になく、唯一某コンビニエンスストアのよもぎパンに関しては苦しい表情を見せていた。)
エピソードとして、ファンから葱が送られた際には、｢ねぎダンス｣ と呼ばれる謎の舞を配信中に披露し、ファンの間で歓喜が巻き起こった。
ねぎダンスに限らず、配信中にBGMとしてかかっている音楽に乗せて踊り出す場面が多々見受けられる。
主に手のひらを見せてくるくるとさせる動作や、手を上で揺れ動かす動作が多い。
過去にはボリウッドダンスやヨガも披露するなど実に多彩な身のこなしでファンを魅了し続けている。